# Daugava
Daugava, také zvaná Západní Dvina, (lotyšsky Daugava, rusky Западная Двина, bělorusky Дзьвіна, německy Düna, polsky Dźwina, livonsky Vēna, estonsky Väina) je řeka pramenící ve Valdajské vrchovině v Rusku (Tverská, Smolenská oblast). Protéká Běloruskem (Vitebská oblast) a ústí do Rižského zálivu Baltského moře v Lotyšsku. Je 1020 km dlouhá (z toho 352 km v Lotyšsku). Povodí má rozlohu 87 900 km².

## Průběh toku

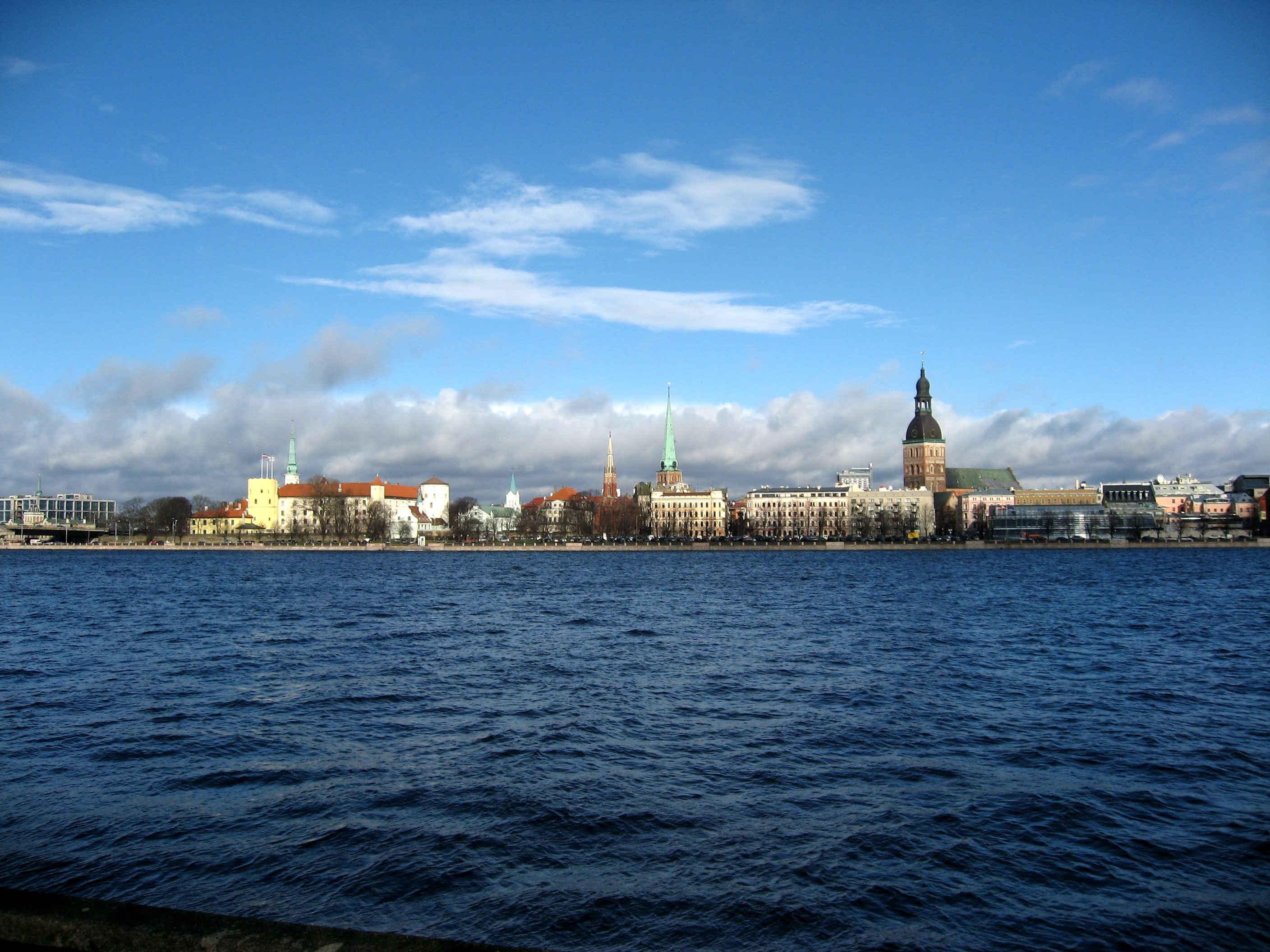
Daugava v Rize

Pramení na Valdajské vysočině v nadmořské výšce 221 m západně od pramenů Volhy. Charakteristické pro reliéf povodí řeky je střídání přibližně stejně velkých vysočin (Vitebská, Haradocká, Latgalská, Vidzemská) a širokých nížin (Polacká, Východolotyšská, Středolotyšská). Celé povodí se nachází v oblasti nadbytečných srážek. Řeka začíná jako mělký potok, který protéká jezera Dvinec a Ochvat-Žadanje. Poté se rozšiřuje až na 15 m a teče v hlubokém říčním údolí mezi strmými břehy. Tento charakter si dolina zachovává téměř po celé délce toku, pouze ve vzdálenosti 150 km od pramene je na krátkém úseku málo výrazná v místech, kde protéká jezery Luka a Kalakuckým. Také v přímořské rovině teče mezi nízkými břehy. V korytě se vyskytují četné peřeje, které souvisejí se shluky balvanů a s dolomity vystupujícími na povrch. Na dolním toku se řeka rozvětvuje na ramena. Oblast ústí představuje erozivní deltu, která je dlouhá přibližně 35 km. Při ústí do Rižského zálivu vytváří řeka pod vodou práh.

### Přítoky
- zleva – Meža, Kasplja, Lučesa, Ulla, Diena
- zprava – Toropa, Drissa, Saryanka, Dubna, Ajviekste, Ogre

## Vodní režim
Zdroj vody je smíšený s převahou sněhového a s velkým zastoupením podzemního. Nejvyšší vodnosti dosahuje na jaře od konce března do začátku června. V létě voda opadá, ale díky dešťům může docházet k občasným povodním, které jsou s příchodem podzimu častější. V zimě je vody v řece méně, ale v důsledku oteplení může dojít k povodním i v tomto ročním období. Průměrný roční průtok vody v ústí činí 700 m³/s. Ledová pokrývka je na řece od prosince do března.

## Osídlení
Na řece byly vybudovány Pljavinská, Ķegumská a Rižská vodní elektrárna. Vodní doprava je možná na oddělených úsecích. Řeka je spojena Berezinským kanálem s řekou Berezinou a s Dněprem. Větší města, jimiž protéká, jsou: Veliž (Rusko), Vitebsk, Polock (Bělorusko), Daugavpils, Jēkabpils a Riga (Lotyšsko). Riga leží v ústí a je zároveň námořním přístavem.